# Carlowrightia pringlei
Carlowrightia pringlei là một loài thực vật có hoa trong họ Ô rô. Loài này được B.L.Rob. & Greenm. mô tả khoa học đầu tiên năm 1897.